# وینسنت نوگویرا
وینسنت نوگویرا (انگلیسی: Vincent Nogueira؛ زادهٔ ۱۶ ژانویهٔ ۱۹۸۸) بازیکن فوتبال اهل فرانسه است.
از باشگاه‌هایی که در آن بازی کرده‌است می‌توان به فیلادلفیا یونیون و باشگاه فوتبال سوشو اشاره کرد.
وی همچنین در تیم ملی فوتبال زیر ۲۱ سال فرانسه بازی کرده‌است.